# Política do Sol
A Política do Sol (ou também "Política Luz do Sol", ou ainda "Política Raio de Sol") foi a política externa da Coreia do Sul para a Coreia do Norte de 1998 a 2008. Desde a sua articulação pelo presidente sul-coreano Kim Dae-jung, a política resultou em um maior contato político entre os dois países e alguns momentos históricos nas relações entre as duas Coreias; as duas reuniões de cúpula da Coreia em Pyongyang (junho de 2000 e outubro de 2007) abriram caminhos para vários empreendimentos de alto nível e reuniões de familiares separados pelo conflito coreano.
Em 2000, Kim Dae-jung foi agraciado com o Prêmio Nobel da Paz pela sua implementação bem-sucedida da Política do Sol.